# محمد رباني
الملا محمد رباني (1955 - 15 أبريل 2001) هو أحد مؤسسي حركة طالبان، كان الرجل الثاني في السلطة بعد الملا محمد عمر.
قاتل رباني الاتحاد السوفياتي بعد أن غزا أفغانستان عام 1979، وبعد انسحاب السوفيت من أفغانستان في عام 1989، توقف عن القتال لفترة ثم انضم إلى طالبان في عام 1994، وقاد مقاتلي طالبان في الهجوم النهائي ضد العاصمة كابول.
شغل منصب رئيس وزراء إمارة أفغانستان الإسلامية ورئيس مجلس الشوري (جركة).

## إعلان إمارة أفغانستان الإسلامية
في 26 سبتمبر 1996 استطاعت قوات طالبان السيطرة على العاصمة كابل، وأعلنت إقامة حكومة مؤقتة برئاسة الملا محمد رباني، وكما أعلنت تأسيس الإمارة الإسلامية، وتطبيق الشريعة الإسلامية. وألقى رباني خطاب النصر خلال مؤتمر صحفي من القصر الرئاسي، وأصبح رئيسًا للمجلس الأعلى ابتداءً من 26 سبتمبر 1996 حتى 16 أبريل 2001.

## وفاته
توفي رباني في مستشفى عسكري في روالبندي بباكستان بمرض سرطان الكبد في 15 أبريل 2001. وصدر بيان صحفي في إسلام آباد مُعلنًا وفاته جاء فيه:
الملا محمد رباني أحد أهم مؤسسي الحركة التي أسهمت إلى حد كبير في إعادة السلام والأمن في بلادنا، وجهوده في خدمة الإسلام لا تنسى، ووفاته هو خسارة لا تعوض.
ونُقل جثمانه إلى جنوب مدينة قندهار الأفغانية، ودفن في مقابر «شهداء طالبان» في قندهار.